# 大喜法忻
大喜法忻（だいき ほうきん）は、南北朝時代の臨済宗の僧。

## 経歴・人物
今川国氏の嫡子今川基氏の四男。鎌倉浄智寺の太平妙準の法を嗣ぎ、浄智寺、円覚寺、建長寺の住持を歴任する。晩年は円覚寺の続灯庵に退いた。また、春屋妙葩、竺仙梵僊らの五山版の出版事業を受け継ぐなど五山文学にも貢献した。法忻着賛の貞治2年（1363年）作の「太平妙準像」が雲巌寺（栃木県大田原市）に現存する。